# Baje
Baje (wł. Baia, łac. Baiae) – miasto nad Zatoką Neapolitańską w rzymskiej Kampanii, modne uzdrowisko ze wspaniałymi willami, m.in. Cezara i Nerona. Miejsce śmierci cesarza Hadriana. Większa część starożytnego miasta znalazła się w wyniku aktywności wulkanicznej pod wodami Zatoki Neapolitańskiej.